# Óriás repülőerszényes
Az óriás repülőerszényes (Petauroides volans) a  Diprotodontia rendjéhez, ezen belül a gyűrűsfarkú erszényesek (Pseudocheiridae) családjához tartozó Petauroides nem egyetlen faja.

## Elterjedés, élőhelye
Kelet-Ausztrália eukaliptuszerdeiben honos.
Queensland, Új-Dél-Wales és Victoria államokban fordul elő.

## Alfajai
- Petauroides volans volans
- Petauroides volans minor

## Megjelenése
Testhossza 35-48 centiméter, farokhossza 45–60 cm, testtömege 900-1700 gramm. A legnagyobb erszényes, amely siklásra képes.
Két színváltozata ismert: az egyik bundájú a szénfeketétől a szürkéig változhat és barnás árnyalatú, a másik világosszürke vagy vörös foltos.
Hosszú, szőrös farka nem működik fogófarokként. Jellegzetes bélyege nagy fülei.
A könyöke és a hátulsó végtagok között feszülő bőrredő az erszényes mókusfajokkal szemben nem a külső ujjakon tapad meg, így alakja a levegőben való siklás közben inkább háromszögre emlékeztet.

## Életmódja
Erdőlakó erszényes, könyöke és hátsó lábai között kifeszíthető, szőrös repülőhártyájával 100 m távolságra képes siklani egyik fától a másikig. Eukaliptuszok leveleivel táplálkozik, melyeket hosszú vakbele segítségével emészt meg. Sohasem iszik és nem jön a talajra. Éjszakai életmódú, nagy szeme és füle előre tekint, segítve a térbeli látást és hallást, ami a távolságok pontos felmérése miatt fontos számára. Széttárt végtagokkal siklik az eukaliptuszfák között. A bőrhártya ekkor úgy feszül ki, mint egy ejtőernyő, és ennek segitségével könnyedén átsiklik a másik fára
Ellenségei a dingó, valamint a betelepített vörös róka, melyek akkor tudják elkapni, ha véletlenül a talajra száll le.
Fő természetes ellensége a nagy héjabagoly (Ninox strennua), mely siklórepülés közben is el tudja kapni.

## Szaporodása
A párok közös faodút használnak. Az utódok öt hónapig laknak anyjuk erszényében, majd két hónapig a közös fészekben és anyjuk hátán tartózkodnak. Tíz hónap múlva a hím utódokat apjuk elűzi a fészekből, a nőstény kölykök még egy évig anyjukkal maradnak.

## Külső hivatkozások
- Képek az interneten a fajról